# Lo Stato Sociale
Lo Stato Sociale est un groupe italien de rock, originaire de Bologne. Il est initialement formé en 2009 par trois DJ de Radiocittà Fujiko : Alberto Cazzola, Lodovico Guenzi et Alberto Guidetti. En 2011, le groupe devient un quintette, avec la participation d'Enrico Roberto et de Francesco Draicchio. En février 2018, il participe au Festival de Sanremo avec la chanson Una vita in vacanza, qui se place en deuxième position et devient un tube immédiat dans toutes les radios.

## Histoire

### Débuts
Ils débutent avec l'EP auto-produit Welfare Pop en 2010, suivi l'année suivante par un deuxième EP intitulé Amore ai tempi dell'Ikea, inaugurant leur collaboration avec Garrincha Dischi. En 2012, ils sortent leur premier album, Turisti della democrazia, suivi d'une tournée de 200 concerts en Italie et en Europe. Toujours en 2012, ils remportent la deuxième édition du prix Buscaglione.
En 2013, un an après sa première sortie, Turisti della democrazia est réédité dans une édition de luxe, au format double CD. Le premier album comprend la tracklist originale, une version alternative de Sono così indie et deux titres inédits, tandis que le deuxième album comprend les 11 titres de l'album original réinterprétés par onze artistes, plus sept remixes. On y retrouve notamment les Anglais de Swayzak, les Français de The Supermen Lovers, 99 Posse, Gazebo Penguins, Giovanni Gulino (de Marta sui Tubi), et d'autres artistes.
La réédition de l'album (toujours chez Garrincha Dischi) est suivie d'une longue tournée du spectacle théâtre-chanson Tronisti della democrazia, dans lequel les chansons du premier album sont alternées avec des monologues et des sketches pour former « un mini-cours en 5 actes de bonnes manières ». Avec Turisti della democrazia, l'un des albums de rock indépendant les plus discutés en Italie, le groupe de Bologne reçoit le Targa Giovani Mei et le prix SIAE Miglior Giovane Talento dell'Anno, ainsi que d'autres récompenses.
À partir du 6 octobre 2019, ils sont à l'antenne tous les dimanches de 16 h à 17 h 30 sur Radio 2 avec Lo Stato Sociale Show. En outre, à partir du 18 septembre 2020, Lodo Guenzi est l'invité régulier de l'émission Radio 2 Social Club avec 
la rubrique I fatti di Lodo.

### Années 2020
Le 17 décembre 2020, ils annoncent leur deuxième participation en tant que grands concurrents au festival de Sanremo Giovani 2021 avec la chanson Combat pop, et leurs représentations à l'Ariston seront marquées par la participation du magicien-transformateur Luca Lombardo.
Le 28 janvier 2021, ils sortent l'EP Bebo, suivi de Checco, Carota, Lodo et Albi, pour un total de cinq EP, un pour chaque membre du groupe (dont ils tirent leur surnom) et chacun chanté par le membre en question, qui sortent à une semaine d'intervalle, jusqu'à leur participation au Festival de Sanremo le 3 mars. Les cinq EP sont rassemblés dans un album intitulé Attentato alla musica italiana, qui sort le jeudi 4 mars 2021, après leur prestation au Sanremo.
Le 5 mai 2023, l'album Stupido Sexy Futuro est publié.

## Membres
- Alberto « Albi » Cazzola (31 juillet 1984) - chant, basse (depuis 2009)
- Francesco « Checco » Draicchio (18 novembre 1985) - synthétiseur, séquenceur, programmation, percussion, chant (depuis 2011)
- Lodovico « Lodo » Guenzi (1 juillet 1986) - chant, guitare, piano, synthétiseur (depuis 2009)
- Alberto « Bebo » Guidetti (12 septembre 1985) - boîte à rythmes, programmation, synthétiseur, séquenceur, voix (depuis 2009)
- Enrico « Carota » Roberto (5 août 1986) - chant, synthétiseur, piano, Rhodes, programmation (depuis 2011)[11]

## Discographie

### Albums studio
- 2012 : Turisti della democrazia
- 2014 : L'Italia peggiore
- 2017 : Amore, lavoro e altri miti da sfatare
- 2023 : Stupido Sexy Futuro

### Compilations
- 2018 : Primati
- 2021 : Attentato alla musica italiana

### EP
- 2010 : Welfare pop
- 2011 : Amore ai tempi dell'Ikea
- 2021 : Bebo
- 2021 : Checco
- 2021 : Carota
- 2021 : Lodo
- 2021 : Albi
- 2024 : Sotto un milione di nuvole (avec Matteo Costa)

### Singles
- 2014 : C'eravamo tanto sbagliati
- 2014 : Questo è un grande Paese (feat. Piotta)
- 2015 : La rivoluzione non passerà in TV
- 2015 : La musica non è una cosa seria
- 2016 : Campetto (avec Altre di B)
- 2016 : Pubbliche dimostrazioni d'odio (avec Immanuel Casto)
- 2016 : Amarsi male
- 2017 : Mai stati meglio
- 2017 : Vorrei essere una canzone
- 2017 : Buona sfortuna
- 2017 : Niente di speciale
- 2017 : Socialismo tropicale
- 2018 : Una vita in vacanza
- 2018 : Facile
- 2018 : Il Paese dell'amore
- 2019 : Sentimento estero
- 2019 : DJ di m**** (feat. Arisa, Myss Keta)
- 2020 : AutocertifiCanzone
- 2021 : Combat pop
- 2023 : Fottuti per sempre (feat. [asco Brondi)
- 2023 : Che benessere !? (feat. Naska)
- 2023 : Per farti ridere di me (feat. Mobrici)

### Collaborations
- 2015 : L'invenzione dei piedi, avec Sio
- 2018 : Ti voglio bene Denver, avec Cristina D'Avena sur Duets Forever - Tutti cantano Cristina
- 2019 : Liberi tutti, con i Subsonica sur Microchip temporale
- 2020 : Una canzone come gli 883, artistes divers
- 2021 : Lungomare, avec Altre di B
- 2021 : Che sarà mai, avec Legno
- 2023 : Non la vedo bene, avec Management

### Participations
- 2010 : Un lavoro come un altro, sur Il Natale (non) è reale
- 2011 : Fiky Fiky (reprise de Gianni Drudi), sur  Il Cantanovanta
- 2012 : Festa d'aprile (reprise de Giovanna Daffini), sur Il calendisco
- 2013 : Quale allegria (reprise de Lucio Dalla), sur Come è profondo il levare des Garrincha Star All-Stars
- 2019 : Canzone per l'estate (reprise de Fabrizio De André), en duo avec Cimini sur Faber nostrum